# Collana Frontiera
La Collana Frontiera è stata una collana editoriale di serie a fumetti di genere western edita in Italia dalle Edizioni Audace negli anni cinquanta e sessanta.

## Storia editoriale
La collana è composta da sei serie, la prima dedicata a Verdugo Ranch, serie scritta da Hèctor Oersterheld e Gian Luigi Bonelli e disegnata da Sturgiss e Franco Bignotti e, le altre cinque, a Un ragazzo nel Far West., scritta da Sergio Bonelli e poi da Gian Luigi Bonelli e disegnata da Franco Bignotti e da Giovanni Ticci.